# Angela Visser

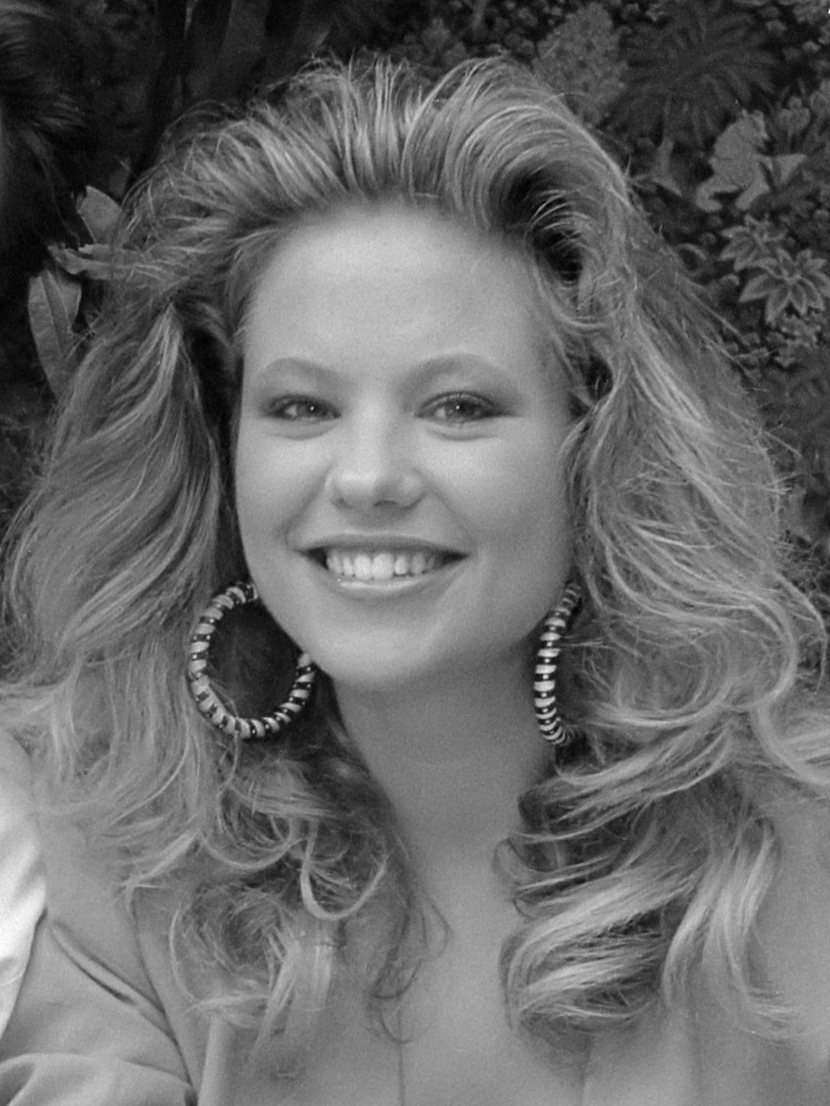
Angela Visser (1989)

Angela Visser (* 18. Oktober 1966 in Rotterdam) ist eine niederländische Schauspielerin und ehemalige Schönheitskönigin. Sie war 1989 die erste niederländische Gewinnerin des Miss-Universe-Wettbewerbs.

## Leben
Visser wurde in Rotterdam geboren und wuchs in Nieuwerkerk aan den IJssel in der Provinz Zuid-Holland auf. Im August 1988 wurde Visser, die bis dahin als Model und Kosmetikerin arbeitete, zur Miss Holland gewählt. Als Vertreterin der Niederlande nahm sie im selben Jahr an der Wahl zur Miss World teil, schaffte es dort aber nicht unter die besten zehn. Am 24. Mai 1989 gewann sie die Wahl zur Miss Universe im mexikanischen Cancún. Die 1,75 m große Blondine ist bis heute die einzige niederländische Miss Universe geblieben.
Nach ihrem Sieg war sie von 1991 bis 1994 als Co-Moderatorin der Miss-Universe-Veranstaltung tätig. Außerdem hat sie als Schauspielerin in Filmen wie Allein unter Nonnen und Killer Tomatoes Eat France! sowie in einigen Fernsehserien mitgewirkt.

## Filmografie (Auswahl)
- 1992: Allein unter Nonnen (Hot Under the Collar)
- 1992: Killer Tomatoes Eat France!
- 1992: The Ben Stiller Show (Fernsehserie, zwei Folgen)
- 1993: Beverly Hills, 90210 (Fernsehserie, zwei Folgen)
- 1993: Blossom (Fernsehserie, zwei Folgen)
- 1993/94: Baywatch – Die Rettungsschwimmer von Malibu (Baywatch; Fernsehserie, zwei Folgen)
- 1995: Friends (Fernsehserie, eine Folge)
- 1995: Das Leben und Ich (Boy Meets World; Fernsehserie, eine Folge)
- 1996: Agent 00 – Mit der Lizenz zum Totlachen (Spy Hard)
- 1997/99: USA High (Fernsehserie)